# Thomas Verhoeven
Thomas Verhoeven (18 de abril de 1997) es un deportista neerlandés que compite en natación. Ganó una medalla de bronce en el Campeonato Mundial de Natación en Piscina Corta de 2021, en la prueba de 4 × 50 m libre.

## Palmarés internacional
| Campeonato Mundial en Piscina Corta | Campeonato Mundial en Piscina Corta | Campeonato Mundial en Piscina Corta | Campeonato Mundial en Piscina Corta |
| Año                                 | Lugar                               | Medalla                             | Prueba                              |
| ----------------------------------- | ----------------------------------- | ----------------------------------- | ----------------------------------- |
| 2021                                | Abu Dabi (EAU)                      | Medalla de bronce                   | 4 × 50 m libre                      |